# Cossacks II: Napoleonic Wars
Cossacks II: Guerras Napoleônicas é uma sequência de Cossacks: European Wars. Desenvolvido em gráficos 3D, o jogo combina gráficos 2D e as últimas conquistas em tecnologia 3D. Significativo retrabalho no motor bem como uma série de inovações na jogabilidade permitem uma apresentação do jogo em um novo nível. "Cossacks II: Guerras Napoleônicas" uma resposta para os mais recentes avanços tecnológicos e oferece uma chance aos jogadores de Estratégia em Tempo Real (RTS) a experimentar um novo jogo de batalhas históricas, com táticas e estratégias particulares de exércitos beligerantes tomadas em consideração.
Cossacks 2 é um jogo baseado em guerra em tempo real, nele você também escolhe um rei por exemplo: Guilherme.